# Monte Elbert
O Monte Elbert é a montanha mais alta da cordilheira das Montanhas Rochosas, e fica no estado do Colorado, no condado de Lake. É a segunda montanha mais alta dos chamados Estados Unidos Continentais (excluem-se o Alasca e o Havaí), sendo apenas ultrapassado pelo Monte Whitney na Califórnia, que tem mais cerca de 20 m de altitude no cume.